# Built to Last
Built to Last fue una comedia de sitcom estadounidense que estuvo al aire por la NBC los miércoles a las 8:30 PM EST desde el 24 de septiembre de 1997 hasta el 15 de octubre de 1997. Ocho fueron los episodios realizados de los cuales solo tres fueron lanzados por televisión.

## Argumento
Situado en Washington D. C., la serie centrada en Royale Watkins, quien desempeñó su carrera para ayudar a administrar el negocio familiar, Watkins Construcción, después de que su padre tuvo un leve ataque al corazón.

## Reparto
- Royale Watkins.....Royale Watkins
- Geoffrey Owens....Robert Watkins
- J. Lamont Pope....Randal Watkins
- Natalie Desselle-Reid....Tammy Watkins
- Jeremy Suarez....Ryce Watkins
- Paul Winfield....Russel Watkins
- Denise Dowse....Sylvia Watkins
- Richard Speight Jr.....Stanley Taylor